# Sinahahnia eyu
Espèce
Sinahahnia eyu est une espèce d'araignées aranéomorphes de la famille des Hahniidae.

## Distribution
Cette espèce est endémique de Chine. Elle se rencontre au Hubei dans le xian de Zhushan et à Chongqing dans le xian de Wuxi.

## Description
Le mâle holotype mesure 1,88 mm et la femelle paratype 2,27 mm, les mâles mesurent de 1,76 à 1,88 mm et les femelles de 1,86 à 2,27 mm.

## Systématique et taxinomie
Cette espèce a été décrite par Wang et Zhang en 2024.

## Publication originale
- Wang & Zhang, 2024 : « A new genus and three new species of Hahniidae (Araneae) from China. » ZooKeys, vol. 1197, p. 249-259 (texte intégral).